# Феофилакт I (герцог Неаполя)
Феофилакт I (Теофилакт I; лат. Theophilactus I, итал. Teofilatto I; умер в 670) — герцог Неаполя (666—670).

## Биография
Основной раннесредневековый исторический источник, сообщающий о Феофилакте I — «Хроника герцогов Беневенто, Салерно, Капуи и Неаполя». В ней сообщается, что он получил власть над Неаполитанским герцогством в 666 году после смерти Василия. Вероятно, Феофилакт I так же как и его предшественник был уроженцем Неаполя. Так как Неаполитанское герцогство входило в состав итальянских владений Византии, для утверждения в должности новый герцог должен был получить согласие императора Константа II.
О правлении Феофилакта I сохранилось очень мало сведений. Известно только, что при этом герцоге в Неаполе продолжал функционировать монетный двор, изготовлявший монеты с портретами императора Константа II и надписями на латинском и греческом языках.
Согласно «Хронике герцогов Беневенто, Салерно, Капуи и Неаполя», Феофилакт I правил Неаполитанским герцогством четыре года и скончался в 670 году. Его преемником в должности был Косьма.
В церковных преданиях святой Гаудиоз Салернский называется сыном или племянником герцога Феофилакта I. Однако так как тот умер не позднее 649 года, это маловероятно.